# Yvonne Desportes
Yvonne Desportes (ur. 18 lipca 1907 w Coburgu, zm. 29 grudnia 1993 w Paryżu) – francuska kompozytorka.

## Życiorys
Córka malarza i kompozytora Émile’a Desportesa. Studiowała w Konserwatorium Paryskim u Paula Dukasa. Napisała książkę do nauki solfeżu (wydana w Paryżu w 1937 roku). Pracowała tamże jako profesorka od 1943 roku. 
Okazjonalnie grała na perkusji w złożonej wyłącznie z kobiet Orchestre féminin de Paris. 

## Nagrody
- Prix de Rome (1932)[1]

## Twórczość
Pisała muzykę orkiestrową, opery, utwory na chór i orkiestrę. Wybrane dzieła:
- Variations symphoniques na fortepian i orkiestrę[1]
- Maître Cornelius, opera komiczna (1950)[1]
- La Farce du contrebandier, opera komiczna (1952)[1]
- La Chanson de Mimi Pinson, opera komiczna (1954)[1]
- Hommage à Maurice Emmanuel na fortepian (1972)[6]